# 联合国安全理事会第1683号决议
联合国安理会1683号决议是2006年6月13日在联合国安全理事会第5454次会议通过的。这个决议是关于利比里亚局势的。会议由丹麦代表主持，安理会的15个国家全部投了赞成票。
决议表示了对利比里亚新当选总统埃伦·约翰逊-瑟利夫女士的支持，并决定在一定范围内解除联合国安理会1521号决议中规定的军火禁运，但是这些武器和弹药仅限于利比里亚特别安全局拥有和使用。联合国利比里亚特派团将负责监督和检查。

## 相关决议
- 联合国安理会1521号决议